# Пюдля
Пюдля — малая река на севере Вельского района Архангельской области России, правый приток Пуи.
Длина — 10 км.
Исток реки находится в 5 километрах севернее посёлка Шокша. На всем протяжении течёт на север. Крупных притоков не имеет. Впадает в реку Пую в 79 км от её устья по правому берегу. Населённых пунктов на реке нет, на правом берегу в среднем течении реки находится урочище Пюдля, где ранее существовал спецпосёлок для высланных поляков и переселенцев с Западной Украины и Белоруссии.

## Данные водного реестра
По данным государственного водного реестра России и геоинформационной системы водохозяйственного районирования территории РФ, подготовленной Федеральным агентством водных ресурсов:
- Бассейновый округ — Двинско-Печорский
- Речной бассейн — Северная Двина
- Речной подбассейн — Северная Двина ниже места слияния Вычегды и Малой Северной Двины
- Водохозяйственный участок — Вага